# У Бай
У Бай (англ. Wu Bai, кит. 伍佰, хокло Gō·-pah; настоящее имя У Чуньлинь (англ. Wu Chun-lin, кит. 吳俊霖, хокло Ngô· Chùn-lîm); род. 14 января 1968) — тайваньский автор-исполнитель и основатель рок-группы Wu Bai and China Blue. Считается «королём живой музыки» и одним из наиболее влиятельных рок-музыкантов Восточной и Юго-Восточной Азии.

## Биография
У Чуньлинь родился в городе Тайбэй на острове Тайвань, но его родители были из уезда Цзяи. Его отец был поставщиком сахара, а мать — поставщиком семян ареки. У Чуньлиня было два младших брата, которые погибли в автокатастрофе. Своё прозвище У Бай, означающее «пять сотен», Чуньлинь получил за успехи в учёбе: он сдал пять школьных экзаменов на максимально возможные сто баллов. Но вскоре молодой человек увлёкся музыкой групп The Jimi Hendrix Experience и Led Zeppelin, что привело к снижению его успеваимости и, в конечном итоге, У Бай не смог сдать вступительные экзамены в высшее учебное заведение.
В конце 1980-х У Бай отправился в Тайбэй, где некоторое время был чернорабочим. Вскоре он сформировал свою первую группу Buzz, которая просущестовала недолго. Через некоторое время У основал новый коллектив, Wu Bai and China Blue, который стал исполнять неожиданно свежую и оригинальную рок-музыку для тайваньской аудитории. Группа дебютировала в 1992 году с двумя песнями на тайваньском языке, которые вошли в саундтрек к фильму Dust of Angels. В том же году был заключен контракт с лейблом Pony Canyon.
Популярность Wu Bai and China Blue стремительно росла благодаря живым выступлениями группы. Вскоре коллектив начал давать концерты за пределами Тайваня. В 1996 году музыканты сыграли мощное шоу в Гонконге, после чего У Бай получил известность как «король живой музыки». Вскоре он начал карьеру киноактёра, сыграв по небольшой роли в тайваньской ленте The Personals и китайской картине A Beautiful New World. В 2000 году Бай исполнил одну из ведущих ролей в постановке Цуй Харка Time and Tide, а в 2004 — появился в фильме Бенни Чана New Police Story. Группа Wu Bai and China Blue выпускает новый альбом почти каждый год.

## Дискография
- 1992 — 愛上別人是快樂的事 (Loving Others is a Happy Thing)
- 1994 — 浪人情歌 (Wanderer’s Love Song)
- 1996 — 愛情的盡頭 (The End of Love)
- 1998 — 樹枝孤鳥 (Lonely Tree, Lonely Bird)
- 1999 — 白鴿 (White Dove)
- 2001 — 夢的河流 (Dream River)
- 2003 — 淚橋 (Tear Bridge) (CD+VCD)
- 2005 — 雙面人 (Two Faced Man)
- 2006 — 純真年代 (Innocent Years) (CD+DVD)
- 2008 — 太空彈 (Spacebomb)
- 2009 — 詩情搖滾 (Poetic Rock) (CD+DVD)
- 2011 — 單程車票 (One Way Ticket)